# 科恩塔尔-明兴根
科恩塔尔-明兴根（德語：Korntal-Münchingen，發音：[ˈkɔʁntaːl ˈmʏnçɪŋən]）是德国巴登-符腾堡州斯图加特行政区路德维希堡县的城市，面积20.71平方千米，2023年12月31日人口为20,394人。